# سعادت آباد (مقاطعة فيروزآباد)
سعادت‌آباد (بالفارسية: سعادت‌آباد) هي قرية تقع في قسم خواجه‌اي الريفي في إيران. يقدر عدد سكانها بـ 102 نسمة .